# Carlos Encinas Ferrer
Carlos Encinas Ferrer (Ciudad de México; 10 de mayo de 1942 - León, Guanajuato; 24 de febrero de 2019) Fue economista y académico mexicano.

## Biografía
Carlos Encinas Ferrer: Economista mexicano, Licenciado en Economía por la Universidad Nacional Autónoma de México (UNAM), Maestro en Educación por la Universidad Iberoamericana y Doctor en Economía por la Universidad de Barcelona. Actualmente es profesor e investigador de tiempo completo sobre temas de Economía Internacional en el Doctorado de la Universidad del Valle de Atemajac (UNIVA), Campus León. Es Profesor en el Instituto Tecnológico y de Estudios Superiores de Monterrey Campus León y en la Escuela Nacional de Estudios Superiores de León (ENES) de la Universidad Nacional Autónoma de México (UNAM). Académico en el Doctorado en Administración de la Universidad Iberoamericana León. En la Universidad De La Salle Bajío imparte clases en los posgrados de la Facultad de Negocios. Sus publicaciones pueden encontrarse, entre otras, en Amazon, Barnes and Noble, Eumed, Redalyc, Econbiz; Dialnet, ResearchGate y en Google Académico.
Nació en la Ciudad de México en el seno de una familia de republicanos españoles. Su padre fue el médico neumólogo, pintor y cartógrafo, Carlos Encinas González y su madre, Carmen Ferrer Rodríguez, enfermera egresada de la Universidad de Barcelona. Formaron parte del ejército republicano en los cuerpos de sanidad y hospitalización durante los años de la Guerra Civil Española. Se exiliaron en México el 7 de junio de 1939. Tres años después, el 10 de mayo de 1942 nació Carlos en la Ciudad de México. Sus estudios de primaria, secundaria y bachillerato los realizó en el Instituto Luis Vives, fundado en 1939 por los republicanos españoles, y en el Colegio Columbia, ambos en la Ciudad de México.
Estudió la Licenciatura en Economía en la Escuela Nacional de Economía de la Universidad Nacional Autónoma de México (UNAM) y la Maestría en Educación en la Universidad Iberoamericana León. Obtuvo el Diploma en Estudios Avanzados (DEA) y Suficiencia Investigadora en Economía por la Universidad de Barcelona así como el Doctorado en Economía con calificación Sobresaliente cum laude por aquella Universidad.
Como Académico de Tiempo estuvo adscrito al Centro de Economía Aplicada (CEA) de la Escuela Nacional de Economía de la UNAM de 1968 a 1969. Profesor Titular de la Facultad de Economía de la UNAM de 1966 a 1982. A partir de 2011 es profesor en la Escuela Nacional de Estudios Superiores (ENES) de la UNAM en la ciudad de León, en el estado de Guanajuato. Se ha desempeñado también como profesor de la asignatura de Historia del Arte en el Instituto Tecnológico de Estudios Superiores de Monterrey (ITESM), Campus León, y en el Conjunto Educativo Universitario, hoy Universidad de León (UDL). Fundó y dirigió las licenciaturas en Comercio Internacional y Economía en la hoy Universidad de León de 1992 a 1996. En la Universidad Iberoamericana León fue profesor de asignatura de 1995 a 1997, Académico de Tiempo en Licenciatura y Posgrado, así como Coordinador de la Licenciatura en Comercio Exterior y Aduanas de 1998 a 2001 y de 2003 a 2006. Bajo su dirección aquella licenciatura obtuvo el Premio al Mérito Exportador “Quanaxhuato 2000”. Fue también Investigador en el Departamento de Ciencias Económico Administrativas de aquella Universidad.
De enero de 2010 a febrero de 2011 fue profesor e Investigador de Tiempo Completo en el Departamento de Estudios Sociales de la División de Ciencias Sociales y Humanidades de la Universidad de Guanajuato Campus León. En marzo de 2011 se integró como académico en la Universidad De La Salle Bajío y como profesor de asignatura en el ITESM Campus León donde ha dado clases desde el año 1992. A partir de 2016 es Profesor Investigador de Tiempo Completo en la Universidad del Valle de Atemajac (UNIVA) Campus León. En los años 2000 y 2001 fue profesor Instructor y coautor del libro Guía de los Cursos de Actualización en Historia del Arte y Apreciación Artística y autor del Libro Guía de Economía para Profesores de Enseñanza Media Superior de las Preparatorias de la Universidad Autónoma de Guerrero. Escribió, así mismo, “Introducción a la Economía” y “Teoría Económica”, libros de texto del Sistema Avanzado de Bachillerato y Educación Superior (SABES) del Estado de Guanajuato. Coautor, junto con el Dr. Harry Lane David, de la edición bilingüe del libro: “¿Debería México Indexar Salarios y Precios al Dólar?”, editado por la Universidad Iberoamericana Golfo Centro y la Universidad Iberoamericana León. En el año 2010 la Editorial española “Los libros de la Catarata” en Madrid, España, publicó el libro “Opacidad y hegemonía en la Crisis Global”, de la que es coautor. Recientemente la Editorial Libros en Red, de Buenos Aires, Argentina, publicó su obra “Escritos Económicos varios” y “Dinámica local – global. Dilemas socio territoriales en el centro de México” de la que es coeditor y coautor. En el año 2015 la Universitat de Barcelona editó conjuntamente con la Escuela Nacional de Estudios Superiores (ENES), Campus León, de la Universidad Nacional Autónoma de México (UNAM), el libro del que fue coordinador y coautor: La Crisis del Euro y su impacto en la economía y la sociedad.
Ha impartido conferencias a nivel Sistema UIA-ITESO, así como en el Sistema de Enseñanza Media en Comercio Internacional en el Instituto Joaquim Mir de Barcelona, España. Profesor invitado en el posgrado de la Facultad de Economía y Empresa de la Universidad de Barcelona en 2013. En el año 2017 fue profesor invitado en el Seminario de los Doctorados de la Facultad de Economía y Empresa y de Jurisprudencia en la Universidad de Burgos, España. En los años 2001 y 2006 fue Presidente del Colegio de Economistas del Estado de Guanajuato. En el año 2011 fue reconocido como miembro del Sistema Nacional de Investigadores (SNI) en el Nivel I y a partir del 1º de septiembre de 2014 fue promovido al Nivel II adscrito a la Universidad del Valle de Atemajac (UNIVA) Campus León.
Encinas ha introducido algunas ideas novedosas tanto en macroeconomía como en microeconomía. En el tema de la competencia imperfecta introdujo la figura del monopsonista-monopolista y la del oligopsonista-oligopolista, estructuras presentes básicamente en el intermediarismo tanto agrícola y comercial como industrial. En la 9th International Conference on Developments in Economic Theory and Policy, Bilbao June 2012, (organizado por el Departamento de Economía Aplicada de la Universidad del País Vasco y the British Cambridge Centre for Economic and Public Policy, Department of Land Economy de la Universidad de Cambridge) incorporó el concepto de Síndrome de Estocolmo en Economía, refiriéndose a la facilidad con que los gobiernos convierten las deudas basura de los bancos privados en deuda pública, transfiriendo su pago a la sociedad, eximiendo así a los banqueros de enfrentar sus malas decisiones financieras. Precisamente a este tipo de deuda pública la ha denominado Deuda Pública Potencial, incluyendo en ella no solo la deuda mala bancaria sino también los fondos de pensiones de instituciones y empresas gubernamentales.
En el año 2012 mediante una gráfica espejo en la que se observa la evolución del comercio exterior y del comercio interior en relación con el producto mundial bruto, mostró que el crecimiento acelerado de las exportaciones en algunos países ha ido acompañado de una reducción similar del comercio interior en otros lo que significa que unos países tienen superávits y otros déficits comerciales por lo que la apertura llamada globalización lejos de beneficiar a todos, ha generado ganadores y perdedores.
En el año 2013 derivó la curva de la oferta del monopolio en su artículo Oligopsony-Oligopoly. The perfect imperfect competition, publicado por Elsevier y que fue presentada previamente en la International Conference on Applied Economics (ICOAE) de 2013 que tuvo lugar en Estambul, Turquía.
A partir de 2001 Encinas ha dedicado la mayor parte de su trabajo como investigador al tema de las áreas monetarias, tanto óptimas como no óptimas. Son múltiples sus trabajos al respecto y en ellos ha buscado establecer claramente los elementos que las diferencian entre sí. Comenzó trabajando el tema de la llamada dolarización (a la cual rebautizó como remonetización, término que puede utilizarse también a la llamada eurización) y sobre ella llevó a cabo su tesis doctoral que tiene por título “La Dolarización: el caso de México” y con la cual obtuvo el sobresaliente cum laude en su examen de grado (puede ser consultada en la Biblioteca de la Facultat de Economía i Empresa de la Universitat de Barcelona). En el año 2009, en un artículo publicado en Madrid propuso avanzar hacia una teoría de las áreas monetarias no óptimas. La crisis europea de 2011 le ha servido como laboratorio para determinar con mayor claridad por qué la eurozona no fue desde el principio un área monetaria óptima lo cual explicaría los problemas que han afectado al llamado "sur" de Europa.

## Obra Científica

### Libros
Los libros y capítulos de libros escritos, editados y/o coordinados por Carlos Encinas Ferrer son los siguientes:
- Reformas financieras  y desarrollo económico en un entorno de crisis. Capítulo 3: "Políticas fiscal y monetaria en áreas monetarias óptimas y no óptimas. La discusión entre austeridad y políticas anticíclicas". Editado por la Universidad Nacional Autónoma de México (UNAM) y la Escuela Nacional de Estudios Superiores (ENES) de Léon. ISBN 978-607-30-0055-0. México, 2018.
- Advances in Panel Data Analysis in Applied Economic Research. Chapter 46: "Investment and Economic Growth". Proceedings of the 2017 International Conference on Applied Economics (ICOAE), Coventry, U.K. - Editorial Springer. Springer Proceedings in Business and Economics. Library of Congress Control Number: 2016955838. ISBN 978-3-319-70054-0. 978-3-319-70055-7 (eBook). DOI 10.1007/978-3-319-70055-7_46. ISSN 2198-7246. ISSN 2198-7254 (electronic).

- Advances in Applied Economic Research. Chapter 52: "Importance of Productivity in Non-Optimal Currency Areas". Proceedings of the 2016 International Conference on Applied Economics (ICOAE), Cyprus - Editorial Springer. Springer Proceedings in Business and Economics. Library of Congress Control Number: 2016955838. ISBN 978-3-319-48454-9. ISBN 978-3-319-48454-9 (eBook). DOI 10.1007/978-3-319-48454-9. ISSN 2198-7246. ISSN 2198-7254 (electronic).
- ENCINAS. El Pintor en el Exilio - Editorial Palibrio. Número de Control de la Biblioteca del Congreso de EE. UU.: 2016915265. ISBN: Tapa Blanda 978-1-5065-1646-2 Libro Electrónico 978-1-5065-1647-9. 2017, Bloomington, EE. UU.
- Factors Affecting Firm Competitiveness and Performance in the Modern Business World. Chapter 10: Currency Parity and Competitiveness: The Case of Greece. In Factors Affecting Firm Competitiveness and Performance in the Modern Business World. IGI Global, 2016. ISBN 9781522508434|ISBN 1522508430|EISBN 9781522508441|DOI: 10.4018/978-1-5225-0843-4. http://www.igi-global.com/book/factors-affecting-firm-competitiveness-performance/150441
- La Crisis del Euro y su Impacto en la Economía y la Sociedad - Carlos Encinas (coord.) Juan Tugores, Elisenda Paluzie, Nicholas Tsounis, George Polychronopoulos, José Francisco Reyes, Oscar Ugarteche - Universitat de Barcelona, Publicacions i Edicions. Coedición con la Escuela Nacional de Estudios Superiores (ENES) León, Universidad Nacional Autónoma de México (UNAM). 2015. Pagines 160, ISBN 978-84-475-4197-3
- Principios de Economía Política – Editorial Palibrio. Número de control de la Biblioteca del Congreso de los EE. UU. 2013918140. Tapa Dura, ISBN 978-1-4633-6776-3; Tapa Blanda, 978-1-4633-6775-6; Libro Electrónico ISBN 978-1-4633-6777-0, 2014, Bloomington, EE. UU.
- «Competitividad y tipo de Cambio en la Economía Mexicana» – Capítulo en Políticas Macroeconómicas para el Desarrollo Sostenido, Volumen 4 de la colección de 18 tomos Análisis Estratégico para el Desarrollo Coordinado por José Luis Calva, publicado por el Consejo Nacional de Universitarios, Juan Pablos Editor, México 2012. Colección completa: ISBN 978-607-711-042-2; volumen 4: 978-607-711-046-0.
- La nacionalización de la Banca Mexicana como mecanismo de reconfiguración de los grupos económicos – con Miguel Santiago Reyes Hernández, Humberto Morales Moreno y Miguel Ángel Corona Jiménez. Centro de Estudios Espinosa Yglesias. Primera Edición 2012. México, D.F. ISBN 978-607-8036-14-I.
- Los Rostros de la Pobreza: El Debate. Tomo VI – Coautor. Coordinadores Mario Iván Patiño, Marcela Ibarra Mateos y Francisco Javier Sentíes Laborde. Sistema Universitario Jesuita. ISBN 968-6101-92-6 e ISBN 978-607-8112-21-0. México 2012.
- Escritos económicos varios – Con prólogo del Dr. Juan Tugores Ques. Editorial Los Libros de la Red, 2011, ISBN 978-1-59754-681-2, Buenos Aires, Argentina.
- Dinámica Local – Global: dilemas socio – territoriales en el Centro de México – En Coautoría con los Doctores Susana Suárez Paniagua, Áurea Valerdi, Juan Antonio Rodríguez, Alex Caldera, Carmen Cebada, José Luis Coronado y Estela Martínez Borrego. Editorial Los Libros de la Red, 2011, Buenos Aires, Argentina. ISBN 978-1-59754-680-5.
- Opacidad y hegemonía en la crisis global. Coautor junto con Eugenia Correa (Coordinadora), Antonio Palazuelos (Coord.), Alberto Couriel, Carlos Encinas, Rafael Fernández, Alicia Girón, Enrique Palazuelos, Jiang Shixue, Pedro Talavera y Gregorio Vidal. Editorial Los Libros de la Catarata. ISBN 978-84-8319-520-8 Ref: ID055. Madrid. 2010.
- Pobreza: concepciones, medición y programas – Coautor encargado de los Comentarios a la Primera Parte de la Obra. Coordinadora: Verónica Villarespe Reyes. UNAM, Instituto de Investigaciones Económicas. 2011, México. ISBN 978-607-02-1795-1.
- La Reconfiguración de los Vínculos Económicos y su Impacto Desigual en la Cotidianidad» - Capítulo en Interioridad, Subjetivación y Conflictividad Social, Ponencias de la Cátedra Alain Touraine de 2007. Universidad Iberoamericana Puebla. 2012.
- Los Rostros de la Pobreza: El Debate. Tomo V – Coautor con Gerardo Reyes Guzmán y Luis Ignacio Román Morales, Coordinadora Rocío Enríquez Rosas. Sistema Universitario Jesuita. ISBN 978-968-9524-04-5 e ISBN 978-607-417-007-8. Guadalajara, México 2008.
- ¿Debería México indexar salarios y precios al dólar?, con Harry Lane David, Edición Bilingüe, Universidad Iberoamericana Golfo Centro y Universidad Iberoamericana León, 2000, México, D.F.

### Artículos
Algunas de sus publicaciones en revistas nacionales e internacionales:
- The Mexican Banking System and Its’ Oligopsonic-Oligopolistic Structure. Carlos Encinas Ferrer. Modern Economy, Vol. 8, No. 3, pp. 378-385. March 2017. ISSN Online: 2152-7261, ISSN Print: 2152-7245. http://file.scirp.org/pdf/ME_2017030615361076.pdf
- Income Concentration and Its Impact on Economy and Society: The Case of Mexico. Carlos Encinas Ferrer. Modern Economy. Vol. 8, No. 2. pp. 211-231. 20 de febrero de 2017. http://file.scirp.org/pdf/ME_2017022014472667.pdf
- Problems to be Faced Measuring Real Income per Capita: The Case of Mexico. Carlos Encinas-Ferrer. Open Journal of Applied Sciences. Vol.6 No.3, March 2016. 10.4236/ojapps.2016.63020. Published Online March 2016 in SciRes. http://www.scirp.org/journal/ojapps http://dx.doi.org/10.4236/ojapps.2016.63020</nowiki>
- Fiscal and Monetary Policy in Optimal and Non-optimal Currency Areas: The Discussion between Austerity and Countercyclical Policy. Carlos Encinas-Ferrer. ELSEVIER Procedia Economics and Finance, Volume 24, 2015, Pages 208-217. ISSN 2212-5671. International Conference on Applied Economics (ICOAE) 2015, 2-4 de julio de 2015, Kazan, Russia. http://www.sciencedirect.com/science/article/pii/S2212567115006498

- The World Production and Trade of Rare Earth Elements: The Position of the Pacific Area», 2014, with Antonio Uson-Sardaña, Francisco Javier Valderrey-Villar y Clemente Hernández-Rodríguez; Chinese Business Review, ISSN 1537-1506, April 2014, Vol. 13, No. 4, David Publishing. New York.http://www.davidpublishing.org/show.html?17684
- Oligopsony-Oligopoly. The perfect imperfect competition. Artículo Ampliado y Actualizado. NOVA SCIENTIA 2014, ISSN 2007-0705, pp. 346-362. 2013 Vol. 11-6.
- Oligopsony-Oligopoly. The perfect imperfect competition. Procedia Economics and Finance,ELSEVIER Science Direct, ISSN 2212-5671. 2013 pp. 269-278. http/www.sciencedirect.com/ science/article/pii/ s2212567113000336.
- Currency Areas: Public Debt, Inflation and Unemployment. Open Journal of Applied Sciencies, 2014, Versión impresa, ISSN 2165-3917; versión online, ISSN Online: 2165-3925, Volume 4, Number 4, March 2014. Scientific Research. An academic publisher. U.S.A. https://file.scirp.org/pdf/OJAppS_2014032710244325.pdf
- Paridad Monetaria y Competitividad Comercial. El Caso de la Industria del Calzado en León - Nova Scientia. ISSN 2007-0705, pp. 170-209, Vol. 10-5, 2013.
- Currency Areas: Public Debt, Inflation and Unemployment. Procedia Economics and Finance. ELSEVIER Science Direct 2013. pp. 279-287. ISSN 2212-5671. http://www.sciencedirect.com/science/article/pii/s2212567113000348.
- «Seigniorage and Inflation Tax in Mexico 1985-2011» - RevistaTecsistecatl, Vol. 4 Número 13, Málaga, diciembre de 2012. http://www.eumed.net/rev/tecsistecatl/n13/seigniorage-inflation-tax-in-mexico-1985-2011.html
- «Apertura comercial y desarrollo económico mundial en la globalización» – con Bibiana Alexandra Rodríguez Bogarín y Adení Encinas Chávez. Universidad De La Salle Bajío. Revista electrónica Nova Scientia, Número 8, Vol. 4 (2), mayo - octubre de 2012.
- «Monopsonio-Monopolio: La perfecta competencia imperfecta» - RevistaTecsistecatl, Vol. 2 Número 9, Málaga, diciembre de 2010. http://www.eumed.net/rev/tecsistecatl/n9/cef.htm.
- «El costo de la soberanía monetaria». Revista Digital Arbitrada NOVA SCIENTIA, vol. 2, n.º 4, 2010. Universidad De La Salle Bajío.
- «México 1810, 1910, 2010: Proyectos Económicos de Nación». Revista Entretextos, Vol. 1, n.º 2, 2010. Universidad Iberoamericana León.
- «Análisis de la Balanza de Pagos bajo dolarización. Hacia una teoría de las áreas monetarias no óptimas». Revista Principios. Estudios de Economía Política. Fundación Sistema. Septiembre 2009, No. 15. Madrid, España. https://www.fundacionsistema.com/wp-content/uploads/2015/05/PPios15_carlos-encinas.pdf
- Neoliberalismo y distribución del ingreso en los Estados Unidos de América. Problemas del Desarrollo, Revista Latinoamericana de Economía, Vol. 40, núm.158 julio-septiembre de 2009. Instituto de Investigaciones Económicas (IIEC) UNAM. México.
- Migración, remesas y dolarización. Revista Digital Arbitrada Dimensión Económica, vol. 1, núm. 1 septiembre-diciembre de 2009. Instituto de Investigaciones Económicas (IIEC) UNAM. México.
- Remesas familiares y bimonetarismo extraoficial – EPIKEIA, Revista electrónica de Promoción de la Cultura y la Educación Superior del Bajío, A.C. Número 2, Verano 2006. http://amoxcalli.leon.uia.mx/Epikeia/02.htm (enlace roto disponible en Internet Archive; véase el historial, la primera versión y la última)..
- Competitividad y Tipo de Cambio en la Economía Mexicana- Revista COMERCIO EXTERIOR de Bancomext. Año 59, número 3 del mes de marzo de 2009.
- El ABC de la Dolarización. El Heraldo de León, 15, 20 y 29 de septiembre y 6 de octubre de 2002.
- The ABC of Dollarization (2002). https://www.researchgate.net/publication/282176539_The_ABC_of_Dollarization. Publicado en Escritos Económicos Varios, Editorial Libros en Red.